# Zezikon
Zezikon ist eine Ortschaft der Gemeinde Affeltrangen im Bezirk Weinfelden des Kantons Thurgau in der Schweiz.
Zezikon bildete bis 1994 eine Ortsgemeinde der Munizipalgemeinde Affeltrangen. Am 1. Januar 1995 fusionierte die Ortsgemeinde zur politischen Gemeinde Affeltrangen.

## Geographie
Die Ortsgemeinde umfasste das Bauerndorf Zezikon im oberen Lauchetal mit verschiedenen Weilern, unter anderem Batlehausen, Kaltenbrunnen, Maltbach und Wildern. Über das ehemalige Gemeindegebiet führt der Schwabenweg.

## Geschichte

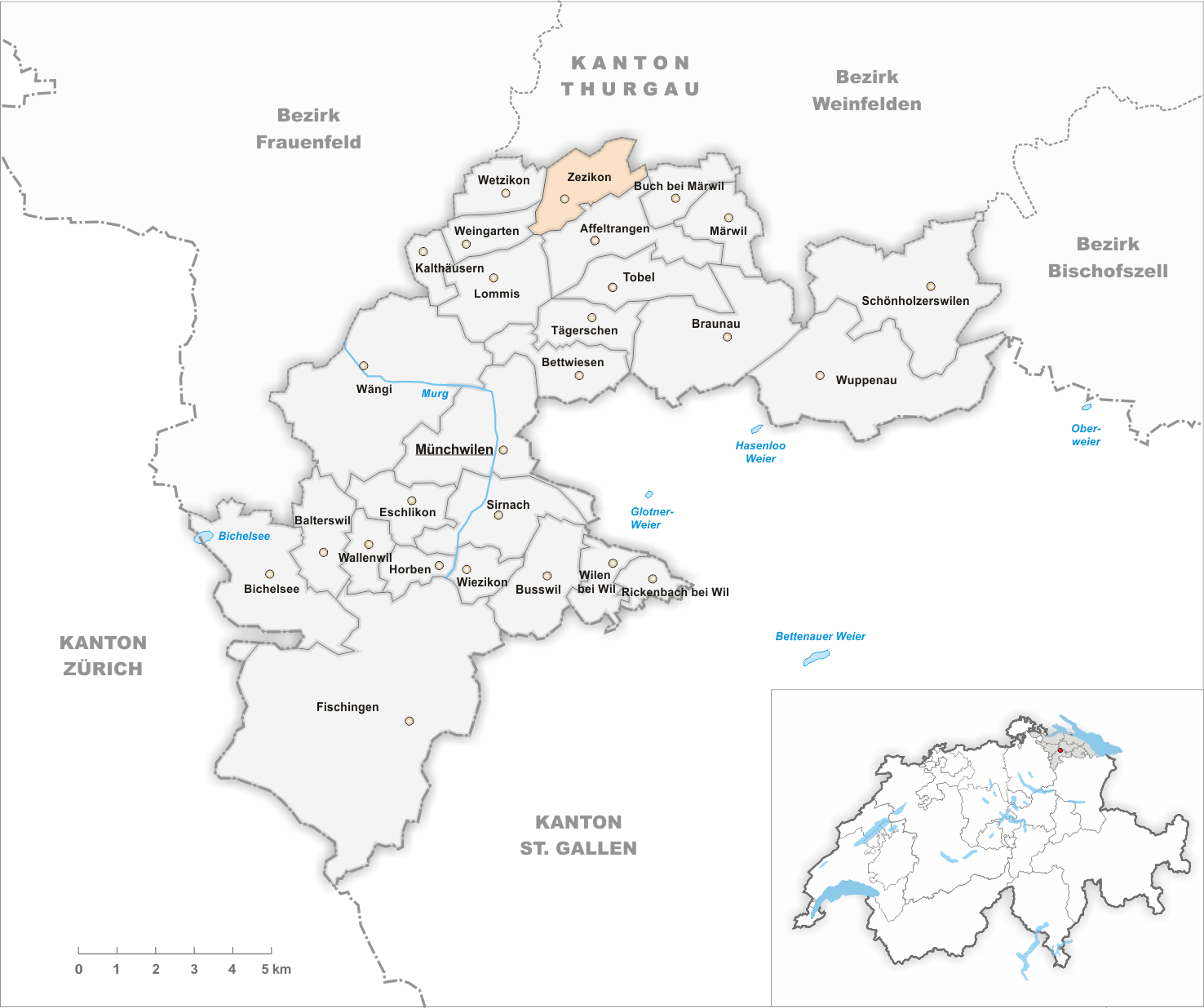
Gemeindestand vor der Fusion im Jahr 1995

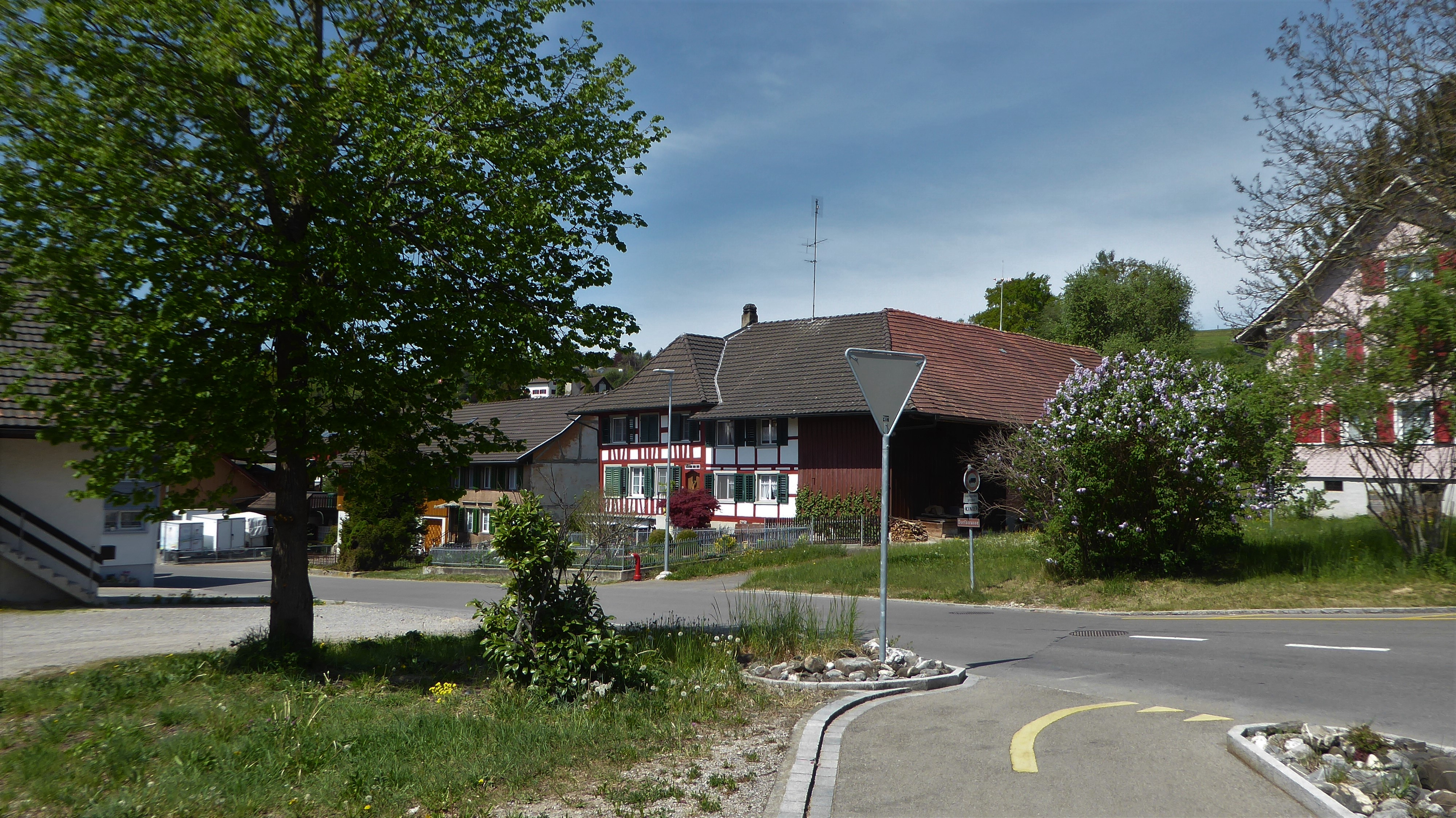
Dorfzentrum von Zezikon

Zezikon wurde 811–838/39 als Zezinchovun und 827 als Zezinchova urkundlich erwähnt. Im 9. Jahrhundert gehörte Zezikon zur Grundherrschaft des Klosters St. Gallen. Später gelangte es an die Toggenburger und deren Dienstleute zu Zezikon, von 1228 bis ca. 1500 allmählich an die Johanniterkomturei Tobel. Unter deren Gerichtsherrschaft verblieb Zezikon bis 1798. Eine erstmals 1488 niedergeschriebene Offnung regelte den Alltag im Dorf.
Bis zur Reformation 1529/30 gehörte Zezikon zur Kirche Affeltrangen, danach war der katholische Bevölkerungsteil nach Tobel kirchgenössig. 1662 stiftete Adam Lauchenauer die St. Jakobskapelle Kaltenbrunnen.
Bis ca. 1860 wurde nach Weilern getrennt Kornbau in Zelgen betrieben, dann zunehmend Vieh- und Milchwirtschaft. 1900 wurde die Dorfkäserei erbaut. Weinbau erfolgte bis um 1900 und wurde vom Obstbau abgelöst. Seit alters wurde Torf im Krähenriet und an der Lauche abgebaut. 1918 bis 1931 erfolgte die Korrektion der Lauche und eine Güterzusammenlegung im südlichen, 1951 bis 1954 im nördlichen Gemeindeteil. Seit 1980 erfolgte eine neue Güterzusammenlegung. Handwerk blieb immer nur Nebenerwerb. Um 1900 sind mehrere Heimsticker und ein kleiner Schifflistickereibetrieb nachgewiesen. Seit ca. 1970 erfolgt eine rege Wohnbautätigkeit.

## Bevölkerung
| Jahr         | 1850 | 1900 | 1950 | 1970 | 1990 | 2000  | 2010  | 2018     | 2023     |
| ------------ | ---- | ---- | ---- | ---- | ---- | ----- | ----- | -------- | -------- |
| Ortsgemeinde | 466  | 293  | 233  | 220  | 299  |       |       |          |          |
| Ortschaft    |      |      |      |      |      | 240   | 207   | 212 Anm. | 216 Anm. |
| Quelle       |      |      |      |      |      | [ 4 ] | [ 5 ] | [ 3 ]    | [ 6 ]    |

Von den insgesamt 216 Einwohnern der Ortschaft Zezikon am 31. Dezember 2023 waren 14 bzw. 6,5 % ausländische Staatsbürger. 90 (41,7 %) waren evangelisch-reformiert und 36 (16,7 %) römisch-katholisch.

## Sehenswürdigkeiten

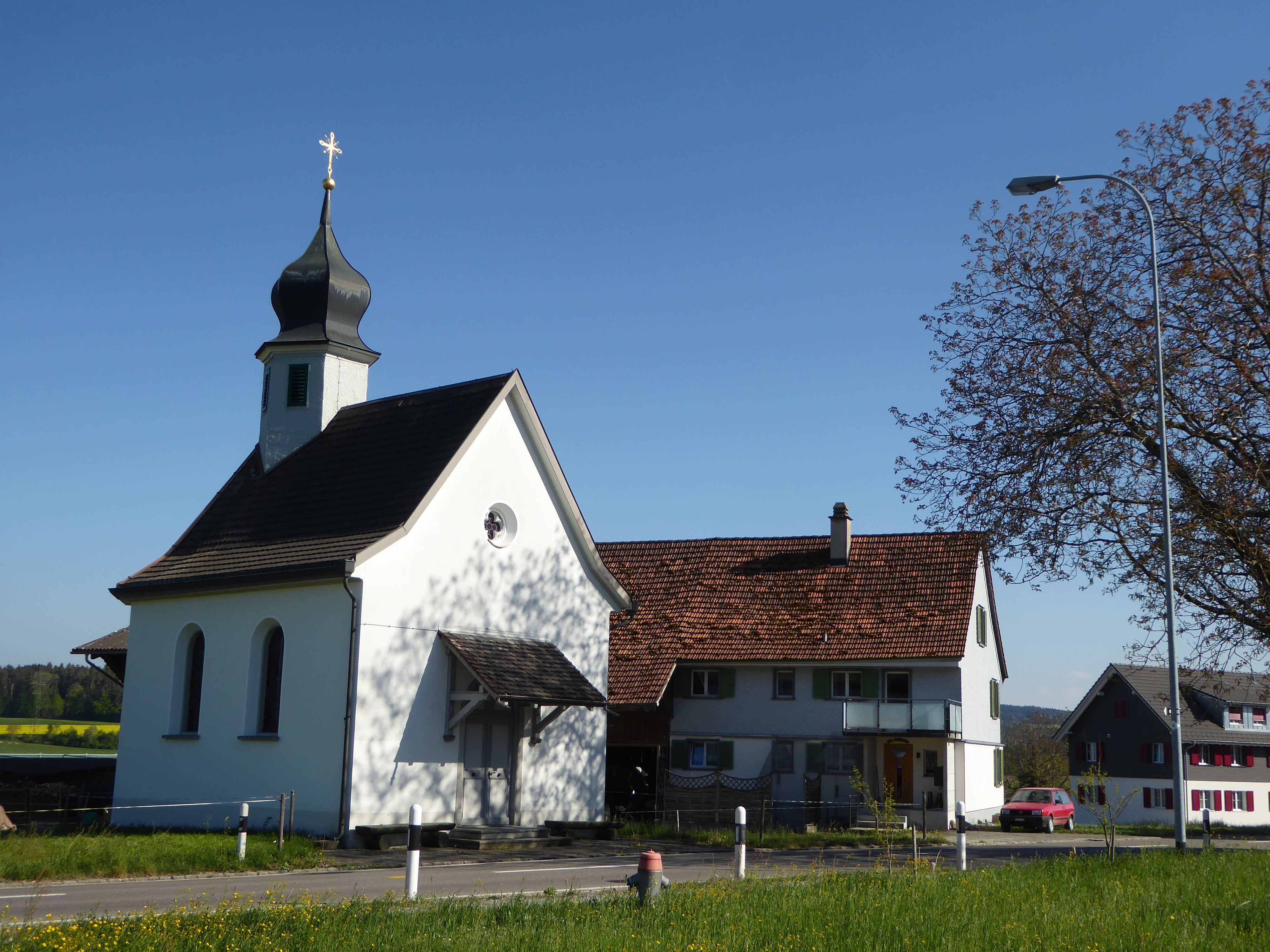
Kapelle St. Jakobus Kaltenbrunnen

Oberhalb von Zezikon befindet sich das Schloss Wildern. Die katholische Kapelle St. Jakobus in Kaltenbrunnen ist in der Liste der Kulturgüter in Affeltrangen aufgeführt.